# Kreis Püspökladány
Der Kreis Püspökladány (ungarisch Püspökladányi járás) ist ein Kreis im Südwesten des ostungarischen Komitats Hajdú-Bihar. Er grenzt im Norden an den Kreis Hajdúszoboszló, im Nordosten an den Kreis Derecske und im Osten an den Kreis Berettyóújfalu. Im Westen bildet das Komitat Jász-Nagykun-Szolnok und im Süden das Komitat Békés die Grenze.

## Geschichte
Der Kreis entstand im Zuge der ungarischen Verwaltungsreform Anfang 2013 aus dem gleichnamigen Kleingebiet (ungarisch Püspökladányi kistérség), wobei die Gemeinde Nádudvar an den nördlicher gelegenen Kreis Hajdúszoboszló abgegeben wurde.

## Gemeindeübersicht
Der Kreis Püspökladány hat eine durchschnittliche Gemeindegröße von 3.307 Einwohnern auf einer Fläche von 60,75 Quadratkilometern. Die Bevölkerungsdichte des viertgrößten Kreises liegt unter dem Wert des gesamten Komitats. Der Verwaltungssitz befindet sich in der größten Stadt, Püspökladány, im Nordwesten des Kreises gelegen.
| Gemeinde           | Status       | Herkunft Kleingebiet | Einwohnerzahl | Einwohnerzahl | Einwohnerzahl | Fläche (km²) | Bevölkerungs- dichte (Ew./km²) |
| Gemeinde           | Status       | Herkunft Kleingebiet | 01.10.2011    | 01.01.2013    | 01.01.2016    | 01.01.2016   | Bevölkerungs- dichte (Ew./km²) |
| ------------------ | ------------ | -------------------- | ------------- | ------------- | ------------- | ------------ | ------------------------------ |
| Báránd             | Gemeinde     | Püspökladány         | 2.614         | 2.667         | 2.549         | 42,57        | 59,9                           |
| Bihardancsháza     | Gemeinde     | Püspökladány         | 176           | 180           | 186           | 8,31         | 22,4                           |
| Biharnagybajom     | Gemeinde     | Püspökladány         | 2.858         | 2.840         | 2.743         | 61,35        | 44,7                           |
| Bihartorda         | Gemeinde     | Püspökladány         | 952           | 968           | 937           | 22,38        | 41,9                           |
| Földes             | Großgemeinde | Püspökladány         | 4.062         | 4.069         | 3.953         | 65,24        | 60,6                           |
| Kaba               | Stadt        | Püspökladány         | 5.960         | 6.005         | 5.807         | 95,04        | 61,1                           |
| Nagyrábé           | Großgemeinde | Püspökladány         | 2.127         | 2.164         | 2.144         | 85,42        | 25,1                           |
| Püspökladány       | Stadt        | Püspökladány         | 14.895        | 15.008        | 14.511        | 186,94       | 77,6                           |
| Sáp                | Gemeinde     | Püspökladány         | 1.003         | 1.002         | 961           | 19,22        | 50,0                           |
| Sárrétudvari       | Großgemeinde | Püspökladány         | 2.901         | 2.976         | 2.923         | 54,42        | 53,7                           |
| Szerep             | Gemeinde     | Püspökladány         | 1.496         | 1.576         | 1.568         | 56,04        | 28,0                           |
| Tetétlen           | Gemeinde     | Püspökladány         | 1.382         | 1.422         | 1.400         | 32,11        | 43,6                           |
| Kreis Püspökladány |              |                      | 40.426        | 40.877        | 39.682        | 729,04       | 68,6                           |